# Saison 2015-2016 du Gazélec Football Club Ajaccio
Chronologie
Saison précédente Saison suivante
La saison 2015-2016 du GFC Ajaccio, club de football français, voit le club évoluer en Ligue 1 pour la première fois de son histoire après avoir fini à la deuxième place en championnat du championnat de Ligue 2.

## Avant-saison
Plus petit budget du championnat de Ligue 2 avec 4,5 M€, le club atteint les 13,8 M€ de budget pour sa première saison dans l'élite française.
Pour la montée en Ligue 1, des travaux sont entrepris durant l'été pour pousser la capacité du stade de 3 200 places à 5 000 places. La pelouse est également remplacée et 350 000 € sont investis dans une pelouse synthétique comme terrain d'entrainement, le club n'a ainsi plus à partager le sien avec les jeunes de l'AC Ajaccio. Du point de vue administratif, l'effectif passe de 2 à 10 personnes à temps plein.
Le club innove pour la préparation physique de ses joueurs, sur les conseils de David Ducourtioux, les joueurs passent entre les mains d'un biomécanicien, François Fourchet. Seul le Paris SG utilise cette même méthode dans le championnat français.

## Mouvements

### De nombreuses prolongations
Le 3 juin 2015, la prolongation de Thierry Laurey est officialisée. Arrivé au club en 2013, il est dorénavant lié à celui-ci jusqu'en 2017.
Le club n'étant doté que d'un statut professionnel provisoire lors de la saison 2014-2015, il n'avait pu faire signer que des contrats d'un an à ses joueurs, sont ainsi prolongés à l'intersaison 2015 : Maury, Goda, Bréchet, Martinez, Poggi, Ducourtioux, Youga, Boutaïb, Tshibumbu, Mayi, Pujol, le capitaine Filippi et Larbi.

### Arrivées
La première arrivée du Gazélec est Alassane Touré, un stoppeur venu de Tours FC. Il est suivi le 4 juillet 2015 par un autre défenseur, Issiaga Sylla qui rejoint le club en prêt avec option d'achat. Le 9 juillet 2015, Jérôme Le Moigne arrive, libre, en Corse pour deux saisons.
Le 22 juillet 2015 arrive un nom "exotique" en la personne de Damjan Djokovic, milieu de terrain croate polyvalent pouvant évoluer récupérateur, relayeur ou encore latéral gauche. Convaincu par le discours de Christophe Ettori et par la mentalité corse, il résilie son contrat avec Bologne pour rejoindre le Gazelec et y occuper une place de titulaire. Le club corse recrute ensuite un joueur libre, Kader Mangane, ancien rennais, qui a passé de nombreuses saisons en France et en Ligue 1. Alexandre Coeff, 23 ans, est la 6e recrue ajaccienne, selon le club, il y portera le numéro 29. Laissé libre par le club de Hambourg SV, l'attaquant Jacques Zoua y signe un contrat de trois ans. Enfin, la huitième et dernière recrue estivale est l'ancien nancéien Issiar Dia, ayant signé un contrat au Gazélec le 12 août en provenance du Qatar.
| Été              |             |           |                        |                     |
| Nom              | Nationalité | Transfert | Provenance/Destination | Division            |
| Arrivées         |             |           |                        |                     |
| Alassane Touré   | France      | Libre     | Tours FC               | Ligue 2             |
| Issiaga Sylla    | France      | Prêt      | Toulouse FC            | Ligue 1             |
| Jérôme Le Moigne | France      | Libre     | RC Lens                | Ligue 1             |
| Damjan Djokovic  | Croatie     | Libre     | Bologne FC             | Serie A             |
| Kader Mangane    | Sénégal     | Libre     | Kayseri Erciyesspor    | Spor Toto Süper Lig |
| Alexandre Coeff  | France      | Prêt      | Udinese Calcio         | Serie A             |
| Jacques Zoua     | Cameroun    | Libre     | Hambourg SV            | Bundesliga          |
| Issiar Dia       | Sénégal     | Libre     | Al Kharitiyath         | Q-League            |

### Départs
Le 26 mai 2015, Cyriaque Rivieyran annonce via Twitter qu'il rejoint le Clermont Foot après 2 ans passés au club et près de 60 matchs disputés sous le maillot ajaccien. Yoann Andreu, en fin de contrat et ayant refusé une prolongation, fait part de ses envies de départ pour continuer sa carrière dans un autre club de Ligue 1, qui se révèlera être l'Angers SCO. Après trois tests passés au Red Star, au Nîmes Olympique et au GF38, le test ayant été concluant chez le club alpin, Ali M'Madi y signe un contrat dont la durée n'est pas encore déterminée. Laissé libre par son club, Rafik Boujedra signe un contrat d'un an au Football Bourg-en-Bresse Péronnas 01.
| Été                    |             |                |                                      |          |
| Nom                    | Nationalité | Transfert      | Provenance/Destination               | Division |
| Départs                |             |                |                                      |          |
| Cyriaque Rivieyran     | France      | Fin de contrat | Clermont Foot                        | Ligue 2  |
| Florian Fabre          | France      | Fin de contrat | Nîmes Olympique                      | Ligue 2  |
| Yoann Andreu           | France      | Fin de contrat | Angers Sporting Club de l'Ouest      | Ligue 1  |
| Ali M'Madi             | Comores     | Transfert      | Grenoble Foot 38                     | CFA      |
| Rafik Boujedra         | France      | Fin de contrat | Football Bourg-en-Bresse Péronnas 01 | Ligue 2  |
| Julien François        | France      | Fin de contrat |                                      |          |
| Pierre-François Sinapi | France      | Fin de contrat |                                      |          |
| Lucas Libbra           | France      | Fin de contrat | AS Vitré                             | CFA      |
| Martin Fall            | Sénégal     | Fin de contrat | SC Toulon                            | CFA 2    |

## Calendrier Ligue 1
Le Gazélec commencera sa saison à domicile face au récent champion de Ligue 2 l'ESTAC Troyes. Le stade étant toujours en travaux, le club corse a demandé qu'il joue son premier match de leur histoire en Ligue 1 à Troyes, ce qu'accepte la LFP. Les Gaziers rapportent un bon point de Troyes malgré un penalty manqué mais dominé en termes d'occasions. Ceci est le tout premier point de l'histoire du club en Ligue 1. Ensuite ils se déplacent chez un gros client, le Paris Saint-Germain, triple champion de France en titre. N'ayant jamais existé (8 tirs pour seulement 2 cadrés et 18 tirs dont 7 cadrés pour les Parisiens), ils s'inclinent très logiquement 2-0 après des réalisations de Blaise Matuidi et de Thiago Silva. Pour le compte de la 3e journée, les Ajacciens reçoivent un promu qu'ils avaient battu 1-0 lors de la saison 2014-2015 grâce à un but de Mohamed Larbi après 80 minutes de jeu. Cette fois-ci, les Angevins prennent une sacrée revanche en dominant très largement les débats, Cheikh Ndoye aura permis aux Angevins de lever les bras et de s'imposer. La suite s'annonce très très compliquée pour les promus, leur première saison en Ligue 1 commencent très très mal en pointant à la 18e place après 3 journées à 1 point du premier non-relégable, l'ESTAC Troyes qui a une différence de but plus défavorable que les Ajacciens. Le Gazélec pointe à la dernière place du classement avec 1 seul point pris à Troyes et aucun but marqué contre 5 buts encaissés. Après avoir pourtant dominé le match, le Gazélec s'incline à Lille par la plus petite des marges 1-0 avec un but de Sofiane Boufal pour le LOSC. Lors de la 5e journée, contre le troisième de Ligue 1, l'AS Monaco, les Ajacciens font un très bon match en dominant largement le match mais s'inclinent finalement 0-1 sur un penalty de Fabinho à cause d'une main de David Ducourtioux dans la surface. Monaco n'aura très peu de fois tiré au but mais aurait pu aggraver la marque à la 88e minute sans un arrêt incroyable de Clément Maury. Le Gazélec n'a toujours pas marqué cette saison après 5 journées et reste toujours lanterne rouge de cette Ligue 1. Le Gazélec marque son tout premier but de son histoire en Ligue 1 à Guingamp grâce à Kader Mangane qui a déjà connu la Ligue 1 avec le Stade rennais sur un magnifique centre de David Ducourtioux, lui aussi expérimenté de Ligue 1 avec le Valenciennes FC. Mais une magnifique retournée acrobatique de la recrue guingampaise Jimmy Briand, les Ajacciens sont privés de ce deuxième point et restent toujours dernier du classement derrière Montpellier HSC, défait à Caen 2-1. Les Gaziers affrontent un adversaire plus corsé et de taille, le dauphin du PSG, le Stade rennais. Les Ajacciens livrent une belle partie et ouvrent même le score sur coup franc par Mohamed Larbi juste avant la mi-temps. Les Corses croient tenir leur toute première de leur toute première victoire de leur histoire dans l'élite mais l'égalisation, logique, des Rennais intervient à la 89e minute par l'intermédiaire de Giovanni Sio. Les Corses devront attendre d'engranger une première victoire à Caen. Mais les Ajacciens ne sont plus derniers en raison de la défaite Montpellier face à Monaco (2-3). En se rendant à Caen, les Ajacciens espèrent décrocher leur première victoire mais c'est sans compter sur une domination caennaise de tout le match avec une défaite logique 2-0. Le Gazélec n'a toujours pas empoché de victoire et sont derniers de Ligue 1 à cause de la première victoire de Montpellier sur le FC Lorient, 2-1. Avant le match face à un adversaire au plus mal, les Ajacciens affrontent un adversaire plus "à leur portée" que les autres clubs, certains qualifient déjà ce match comme "le match de la dernière chance". Les Ajacciens laissent encore passer la victoire malgré une bonne entame de match mais une nouvelle fois sont privés de leur première victoire de leur histoire. Le prochain match face à un adversaire très dur à jouer à domicile, l'AS Saint-Étienne. Les Ajacciens n'ecistent pas du tout et perdent logiquement 2 à 0. Cette équipe fait penser à une certaine équipe de l'AC Arles-Avignon qui, durant la saison 2010-2011, a attendu la 12e journée pour empocher sa première victoire de leur histoire et qui avait terminé largement dernier à la fin de la saison et aujourd'hui relégué en DHR. En espérant que cela n'arrive pas aux Ajacciens. Et le prochain match va être très compliqué pour le Gazélec car le prochain adversaire est un adversaire en pleine bourre, l'OGC Nice. C'est pourtant ce qui va arriver avec un super match et une très belle victoire (logique) face aux Niçois qui n'ont jamais vraiment réussi à se créer des occasions. Voilà la première victoire de l'histoire du Gazélec en Ligue 1 et dans le même temps n'est plus lanterne rouge et cède sa place de lanterne rouge à un autre promu, l'ESTAC Troyes, à 4 points seulement en 12 journées. À la suite de cette victoire, les Corses confirment en s'imposant à trois reprises. Ils sortent pour la première fois de la saison de la zone rouge lors d'ine victoire à Bastia 2 buts à 1. La belle série prend fin à la suite du match nul concédé face au FC Lorient, 1-1. La belle série continue après une victoire obtenue à Montpellier 0-2.

## Coupe de la Ligue
Le club dispute pour la 4e fois de son histoire la Coupe de la Ligue. Le club corse affronte l'EA Guingamp pour le compte des 16es de finale de la Coupe de la Ligue. Le match était spectaculaire avec un 2-2 mais à la 56e minute, l'arbitre, Benoît Millot, décide de renvoyer les deux équipes aux vestiaires en raison d'une pluie battante et d'un violent orage. Le match ne reprendra pas. En toute logique, le match devrait repartir à partir de la 56e minute mais à une date ultérieure.

## Coupe de France
Pour la première fois de son histoire, le Gazélec fait son entrée en lice à partir des 32e de finale. Et le tirage au sort lui réserve un match plutôt favorable car il a pour adversaire le club réunionnais de l'US Sainte-Marienne, dernier club ultramarin en lice. En plus, le règlement de la Coupe de France stipule que tout club ultramarin quel que soit le niveau doit se déplacer en Métropole quel que soit le niveau de l'adversaire. Sous une pluie détrempée qui a fait penser à un instant à l'arrêt du match, les Gaziers s'imposent sans forcer leur talent 2-0 avec des buts de Mohamed Larbi, en pleine forme en ce moment et de Kévin Mayi. L'état de la pelouse a fait penser au match de Coupe de la Ligue contre Guingamp qui a été arrêté en raison de fortes pluies.